# Anteros allectus
Anteros allectus is een vlindersoort uit de familie van de prachtvlinders (Riodinidae), onderfamilie Riodininae.
Anteros allectus werd in 1851 beschreven door Westwood.